# Frederic Storck
Frederic Storck (Fritz Storck), (Boekarest, 10 januari 1872 - 26 december 1942), was een classicistisch Roemeens beeldhouwer.

## Leven en werk
Frederic Storck, zoon van de uit Hanau afkomstige beeldhouwer Karl Storck, studeerde aan de Scoala de Arte Frumoase (School voor de Beldende Kunst) in Boekarest bij Ion Georgescu en vanaf 1893 aan de Akademie der Bildenden Künste in München. Later was hij docent aan de Scoala de Arte Frumoase.
Naast portretten zijn vooral zijn monumentale en symbolische sculpturen, waaronder Adevarul (Paleis van Justitie in Boekarest), Industria und Agricultura.

Frederic Storck was getrouwd met de kunstschilder Cecilia Cuțescu-Storck.

## Museum
In het woonhuis van Cecilia Cuțescu-Storck en Frederik Stork in Boekarest is het Muzeul "Frederic si Cecilia Storck" gevestigd. Er wordt werk van Frederic Storck en Cecilia Cuțescu-Storck en ook werk van Frederiks vader Karl Storck en zijn oudere broer Carol Storck getoond.

## Oeuvre
- Evangheliștii, 1903-05
- Gigantul, 1906
- Adevărul
- Industria
- Agricultura
- Adolescența
- Portret de femeie
- Portretten van onder andere Friedrich Schiller, Johann Wolfgang von Goethe, Ion Heliade Rădulescu, Alexandru Macedonski, Anastase Simu, Alfons Castaldi, Florica Condrus, Cecilia Cuțescu-Storck

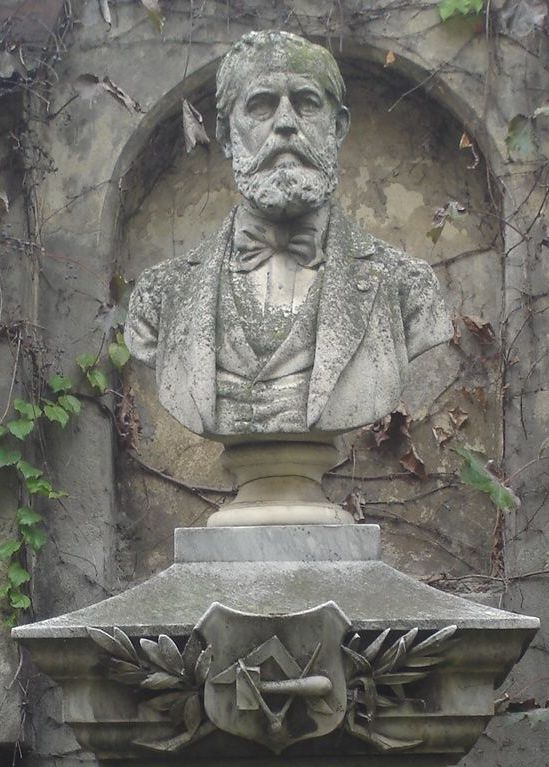
Frederic Storck - Buste van Karl Storck (Evangelisch-Lutherisch kerkhof in Boekarest)
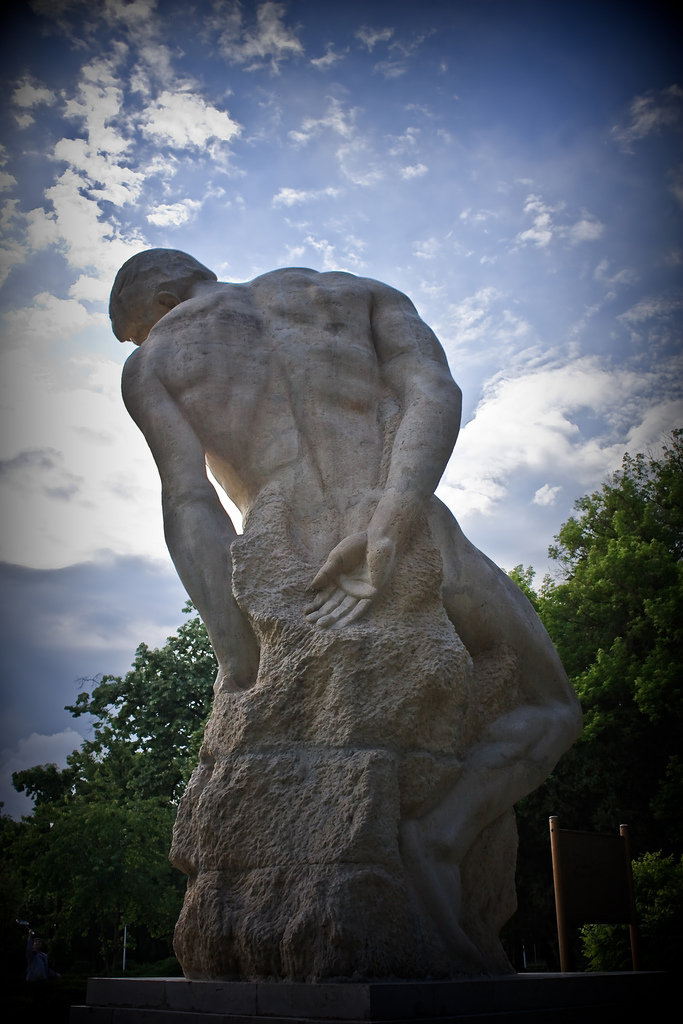
Frederic Storck, "Gigantul" (Reus)
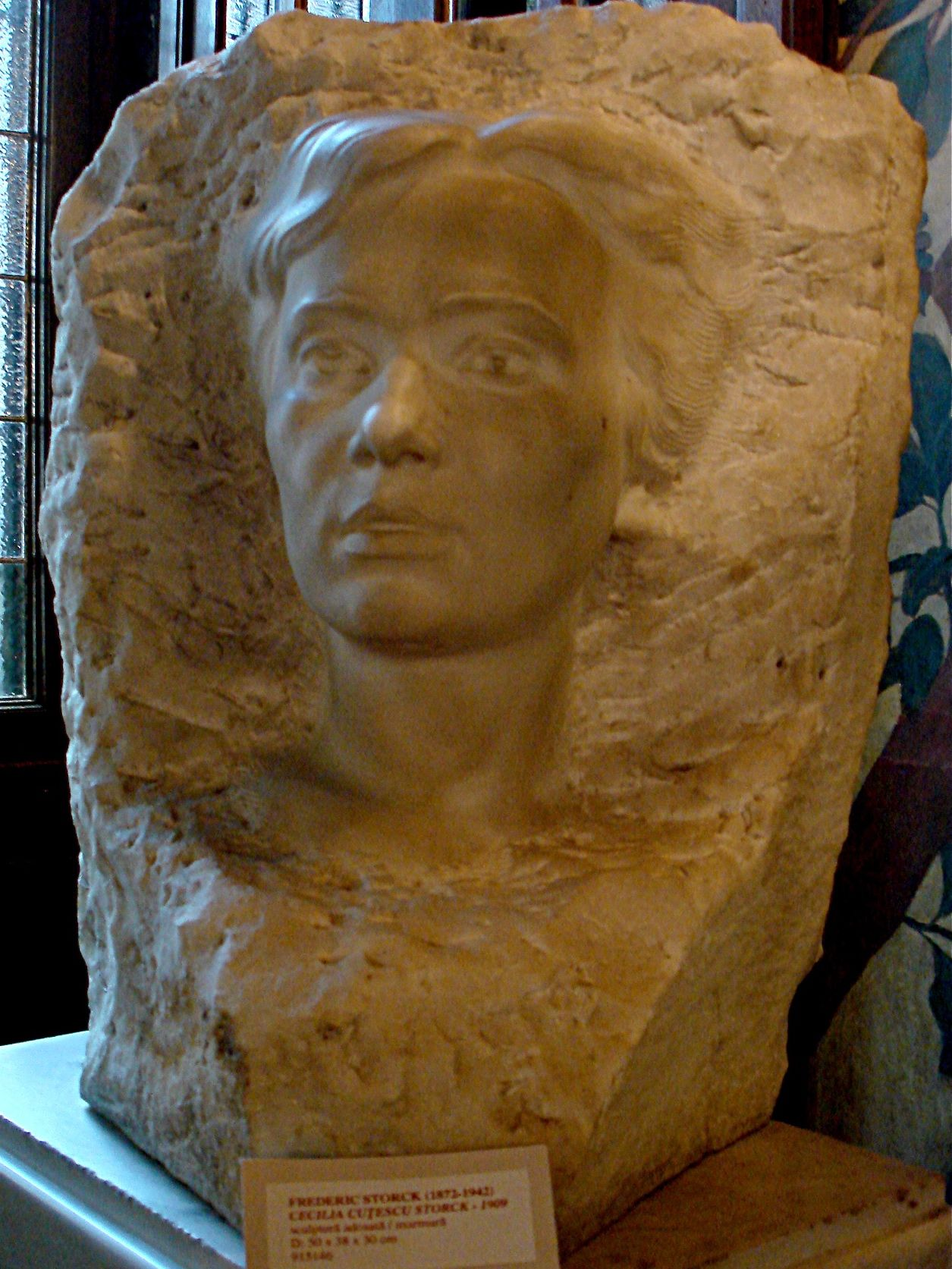
Frederic Storck, portret Cecilia Cuțescu-Storck